# Epidendrum tessmannii
Epidendrum tessmannii är en orkidéart som beskrevs av Rudolf Mansfeld. Epidendrum tessmannii ingår i släktet Epidendrum och familjen orkidéer.
Artens utbredningsområde är Peru. Inga underarter finns listade i Catalogue of Life.